# Kristina Oberžan
Kristina Oberžan, slovenska jazz pevka iz Bele krajine, * 17. junij 1979.
Glasbeno pot je začela v klasičnih vodah kot saksofonistka – 1998 je na Srednji glasbeni in baletni šoli končala študij klasičnega saksofona –, nadaljevala pa s študijem jazz petja v Ljubljani pri profesorici Nadi Žgur. Leta 2002 je prejela štipendijo za študij na ameriškem Glasbenem kolidžu Berklee (Berklee College of Music). Oktobra 2005 se je uvrstila v finale mednarodnega tekmovanja jazz pevcev v Bruslju (Brusells International Voice Competition). 2005 je diplomirala, dve leti pozneje pa magistrirala iz jazz petja na graški Univerzi uprizoritvenih umetnosti in glasbe (Univesität für darstellende Kunst und Musik). Po vrnitvi iz Avstrije je poučevala na škofijski gimnaziji v Šentvidu, med letoma 2008 in 2011 je bila profesorica jazz in pop petja na Konservatoriju za glasbo ter Zavodu sv. Stanislava v Ljubljani.
Skozi leta je sodelovala pri različnih projektih in zasedbah:
- projekt Adiemus z zborom Carmina Slovenica,
- Jazz Sacral (projekt Nade Žgur),
- Šentpolh Sextet pri projektih z Janijem Kovačičem,
- predstava Kjer se ljubezen izliva v sinje nebo Slovenskega stalnega gledališča v Trstu,
- Tribute to Ati Soss (2006),
- glavna vokalistka mednarodne jazz skupine Yello, Green & More, s katero je posnela dve plošči,
- zasedba Grooveyards & Kristina Oberžan,
- sodelovala je pri albumih Clairaudient Petra Miheliča in How About That Roberta Jukiča,
- veliko je sodelovala z Big Bandom RTV Slovenija,
- bila je učiteljica petja pri Razredu talentov na Planet TV-ju.

Na EMI je nastopila enkrat (2004 z »Mavrico«), na Slovenski popevki pa dvakrat: 2006 z »Vsak dan je drugačen« – prejela je nagrado za najboljšo izvedbo − ter 2010 s skladbo »Romantičen večer«. 13. februarja 2016 je z Matevžem Šaleharjem - Hamom tekmovala na Poprocku v okviru Dnevov slovenske zabavna glasbe (»Zato živim«).
Trenutno živi v Londonu.

## Nastopi na glasbenih festivalih

### EMA
- 2004: Mavrica (Milan Ferlež, Aldorica Bronson - Milan Krapež - Milan Ferlež, Ivo Špacapan)

### Slovenska popevka
- 2006: Vsak dan je drugačen (Klemen Kotar - Marko Boh - Aleš Avbelj) - nagrada strokovne žirije za najboljšo izvedbo
- 2010: Romantičen večer (Tone Hrabar - Srečko Čož - Aleš Avbelj) - nagrada strokovne žirije za najboljše besedilo, 9. mesto (553 telefonskih glasov)

### Poprock
- 2016: Zato živim (Anže Langus Petrović - Matevž Šalehar - Anže Langus Petrović) (duet s Hamotom oz. z Matevžem Šaleharjem)

## Diskografija
Albumi
Doslej je izdala albuma Kakor lep roman, ki je bil posvečen slovenskim popevkam in ki ga je posnela z zasedbo Grooveyards (Gregor Ftičar, Filip Šijanec in Tomaž Štular), in My Heart Knew.
| Leto | Album                        | Pesmi |
| ---- | ---------------------------- | --- |
| 2007 | Kakor lep roman (ZKP RTVSLO) | - Ne prižigaj luči v temi - Nocoj - Zemlja pleše - Zvezde padajo v noč - Basin Street Blues - Na deževen dan - Vrtiljak - Kjer se nasmeh konča - The Guide - Mojčina pesem - The Little Cynic - Ptica brez kril - Zemlja pleše |
| 2016 | My Heart Knew                | - Sweet Home (K. Oberžan/K. Oberžan) - Heart Knew (K. Oberžan/K. Čepič) - Hold Me (K. Oberžan/J. Sharman) - Simple (K. Oberžan/K. Čepič) - Come Soon (K. Oberžan/T. Jarc) - Lost In Time (A. Langus Petrović/M. 'Hamo' Šalehar) - The Best That We Can Be (A. Langus Petrović/J. Sharman) - Love Me (K. Oberžan/J. Sharman) - Unconditional (K. Oberžan/J. Sharman) - I Dream Of You (K. Oberžan/J. Sharman) - Alone Together, Apart (K. Oberžan/J. Sharman) - Ljubi me (K. Oberžan/K. Čepič) |

Sodelovanja
- album Velika ladja psalmov Janija Kovačiča (2005)
- People Will Say We're in Love − album Uroš Perić & Friends: Dueti (2010)
- On se ne zaveda – album Šepetanja skupine Panda (2012)